# Horst Kubatschka
Horst Kubatschka (ur. 10 lipca 1941 w Bielsku, zm. 19 marca 2022) – niemiecki polityk, członek Socjaldemokratycznej Partii Niemiec, deputowany do Bundestagu w latach 1990–2005.

## Życie
Urodził się w Bielsku (dzisiejsze Bielsko-Biała) na Śląsku Cieszyńskim. Po zakończeniu II wojny światowej jego rodzina została wysiedlona do Niemiec i osiedliła się w bawarskim mieście Landshut.
Po ukończeniu szkoły średniej studiował chemię w Wyższej Szkole Zawodowej w Norymberdze. Służbę wojskową zakończył w stopniu podpułkownika rezerwy. Od 1964 r. pracował w urzędzie rejencji Dolna Bawaria, a w 1978 r. objął stanowisko kierownika Urzędu Gospodarki Wodnej w Landshut.
Poza polityką działa w związku zawodowym ver.di, Związku Obrońców Przyrody, Niemieckim Towarzystwie Alpejskim, Związku Opieki Społecznej dla Robotników, Akcji Diakonów i Niemieckim Związku ds. Ochrony Dzieci.
Jest wyznania ewangelickiego. Ma żonę i troje dzieci.

## Polityka
Horst Kubatschka jest członkiem SPD od 1959 r. i pełnił różne funkcje w jej młodzieżówce Młodzi Socjaliści. Obecnie pełni w partii funkcję przewodniczącego podokręgu Landshut. W latach 1994–1996 stał na czele dolnobawarskiego Zarządu Okręgowego SPD. Na poziomie samorządowym jest przewodniczącym Okręgowej Komisji Wyborczej Landshut/Kelheim. W latach 1972–1996 był radnym miasta Landshut.
Od 20 grudnia 1990 r. był przez cztery kadencje deputowanym do Bundestagu z ramienia socjaldemokratów. W parlamencie pełnił m.in. funkcję zastępcy przewodniczącego Komisji Badawczej "Kultura w Niemczech". W wyborach z 18 września 2005 r. nie zdobył mandatu.